# ثابت الغليان

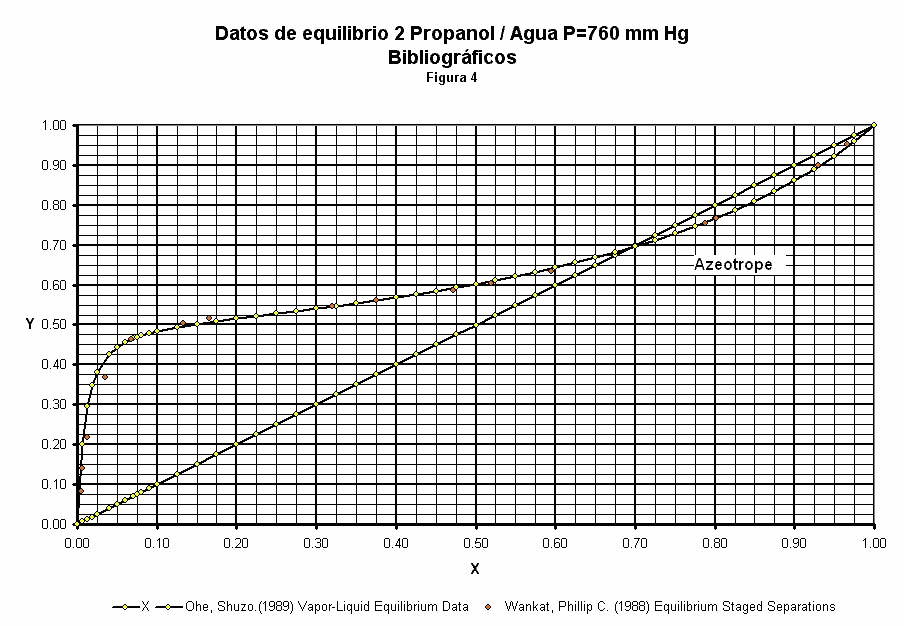
التوازن في حالة المخلوط الأزيوتروبي 2-بروبانول/ماء.

الأزيوتروب  أو المخلوط الأزيوتروبي في الكيمياء (باللاتينية: azeotropus) هو مخلوط سائلين أو أكثر بنسب معينة بحيث لا يمكن تغيير تلك النسب بالتقطير البسيط. ومعني كلمة أزيوتروب المأخودة عن اللغة اليونانية أنها «لا تتغيّر بالغليان». 
 
وعند غليان مخلوط أزيوتروبي ، يكون تكوين نسب المكونات في البخار معادلة لتكوين المكونات في المخلوط.
نعرف حتى الآن نحو 9000 مخلوط من نوع الأزيوتروبي.

## اقرأ أيضا
- تقطير جزئي
- تقطير النفط